# Tim Burton Productions
Tim Burton Productions — американская кинокомпания, основанная Тимом Бёртоном в конце 1980-х годов. Дениз Ди Нови когда-то возглавляла компанию с 1989 по 1996 год. Компания обычно не была указана в титрах в фильмах, снятых или спродюсированных Бёртоном.

## Фильмография
- Эдвард Руки-ножницы (1990)
- Бэтмен возвращается (1992)
- Домашний пёс (1993; сериал)
- Кошмар перед Рождеством (1993)
- Юнга (1994)
- Бэтмен навсегда (1995)
- Джеймс и гигантский персик (1996)
- Марс атакует! (1996)
- Стейнбой (2000)
- Крупная рыба (2003)
- Чарли и шоколадная фабрика (2005)
- Труп невесты (2005)
- Суини Тодд, демон-парикмахер с Флит-стрит (2007)
- 9 (2009)
- Алиса в Стране чудес (2010)
- Мрачные тени (2012)
- Президент Линкольн: Охотник на вампиров (2012)
- Франкенвини (2012)
- Большие глаза (2014)
- Алиса в Зазеркалье (2016)
- Дом странных детей мисс Перегрин (2016)
- Дамбо (2019)
- Битлджус Битлджус (2024)